# Jasmine Roy
Pour les articles homonymes, voir Roy.
Vous pouvez aider à l'améliorer ou bien discuter des problèmes sur sa page de discussion.
- Il ne cite pas suffisamment ses sources. Vous pouvez indiquer les passages à sourcer avec {{référence nécessaire}} ou {{Référence souhaitée}}, et inclure les références utiles en les liant aux notes de bas de page. (Marqué depuis décembre 2011)
- Il contient une ou plusieurs listes. Le texte gagnerait à être rédigé sous la forme d’un ou plusieurs paragraphes synthétiques, afin d’être plus agréable à lire. (Marqué depuis juin 2025)

- Archive Wikiwix
- Bing
- Cairn
- DuckDuckGo
- E. Universalis
- Gallica
- Google
- G. Books
- G. News
- G. Scholar
- Persée
- Qwant
- (zh) Baidu
- (ru) Yandex
- (wd) trouver des œuvres sur Wikidata

Jasmine Roy est une chanteuse québécoise, née le 4 décembre 1966. Elle a participé aux comédies musicales Les Misérables, Starmania, Les Demoiselles de Rochefort, Les parapluies de Cherbourg, Into the woods, Un violon sur le toit, Wonderful town, South pacific. Elle a été notamment coach vocal pour la Nouvelle Star saisons 1 et 2, Popstar 2 puis répétitrice des chansons du prime pour les élèves de Star Academy, saisons 4, 5, 6, 7 et 8. Elle est également passionnée de jazz.

## Jeunesse
Elle apprend le chant et la danse et est remarquée à 15 ans lors d’un passage à la télévision et devient la chanteuse d’un big band. Puis elle intègre la comédie musicale The Rocky Horror Picture Show Live et part en tournée pendant deux ans. Cela lui permet de mettre en pratique les cours qu’elle a suivis lors de stages de comédie musicale à Londres et New York.

## Carrière
- En 1993, elle est repérée par Luc Plamondon, qui lui propose le rôle de Sadia dans Starmania. À partir de 1997, elle alternera tous les rôles féminins du spectacle.
- À l'été 2002, on la retrouve à la télévision française en tant que coach vocal pour le groupe Whatfor lors de l’émission Popstars, sur M6.
- À partir du printemps 2003, toujours sur M6, elle devient la coach vocale des candidats de l'émission À la recherche de la Nouvelle Star, durant les deux premières saisons.
- De septembre à décembre 2003, elle participe à la comédie musicale Les Demoiselles de Rochefort, dans le rôle de Madame Yvonne.
- Elle rejoint le casting de Star Academy en tant que répétitrice sur TF1 en 2004 jusqu'en 2008 (saison 8). La même année, elle lance son propre cours de chant.
- En mai 2006, elle est choisie pour coacher des artistes comme Claire Keim ou encore Michèle Laroque pour l'émission Dans la peau d'un chanteur, présentée par Nikos Aliagas sur TF1.
- Son expérience des différentes émissions de télé-réalité la pousse à sortir un livre en 2007 intitulé Comment réussir son casting.
- En 2009, elle enregistre, avec Gérard Depardieu, Al Jarreau, Marcus Miller, Bill Evans et Marc Antoine, un album de chansons intitulé Rendez-vous à Paris, sur des arrangements de Philippe Saisse.
- Toujours en 2009, elle intègre le jury de l'émission Pop job, diffusée sur Virgin 17, aux côtés de Matthieu Gonet, Redha et Olivier Cachin.
- Elle reçoit la même année, des mains de son compatriote canadien Luc Plamondon, les insignes de Chevalier des Arts et des Lettres.
- En 2010, elle est le coach vocal et jury de Mission Duo, diffusée sur TéléTOON, aux côtés de Sarah Michelle et le président de Heben Music, le studio de Bébé Lilly, Kidtonik ou encore Sarah Michelle.
- En 2011 puis en 2013, elle participe au projet Imusic-school, pour lequel elle enregistre des cours de chant en ligne[1].
- Toujours en 2011, elle chante aux côtés de nombreux artistes de comédies musicales le single Le Chemin, au profit de Winds Peace Japan.
- En 2012, elle participe à l’émission Monte le son ! sur France 4.
- En 2013, elle rejoint le collectif d'artistes Les grandes voix des comédies musicales chantent pour les enfants hospitalisés[2] aux côtés notamment de Renaud Hantson, Pablo Villafranca et Fabienne Thibeault pour le single Un faux départ[3].
- À partir de septembre 2014, elle participe à la production Les parapluies de Cherbourg dans le rôle de tante Elise au théâtre du Châtelet, puis en tant que Mme Emery sur les routes de France.
- En février 2016, elle retrouve le théâtre du Châtelet pour Kiss me, Kate, dans le rôle d'Hattie.
- En janvier 2018 et en mars 2023, elle incarne Ruth Sherwood dans Wonderful Town à l’opéra de Toulon.
- Fin 2018, elle est choisie pour le rôle de Baker’s Wife dans Into the woods, au théâtre du Châtelet.
- En décembre 2019, elle rejoint la production Le Violon Sur Le Toit, dans le rôle de Golde, mis en scène par Barrie Kosky à l’opéra national du Rhin (ONR).
- En mars 2022, elle obtient le rôle de Bloody Mary dans South Pacific, mis en scène par Olivier Benézech et Larry Blank, à l’opéra de Toulon.
- Durant l'année 2024, elle s'associe à Guillaume Andrieux, Sinan Bertrand, Larry Blank pour le spectacle Classical Broadway, où le lyrique côtoie la comédie musicale.
- À partir de mars 2025, elle est Joanne dans Company au théâtre de Compiègne, et dans les opéras de Massy, de Bordeaux, de Rennes, de Nice et d’Avignon.
- En juin 2025, elle retrouve l’ONR pour Sweeney Todd, dans une mise en scène de Barrie Kosky.